# Julius Schwartz
Julius "Julie" Schwartz (Bronx, Nova Iorque, 19 de junho de 1915 - 8 de fevereiro de 2004) foi um editor de revistas pulp e de história em quadrinhos e que trabalhou na DC Comics de 1944 a 1986. Ele é mais conhecido como editor de longa data na DC Comics, onde em várias ocasiões foi o editor principal dos super-heróis da empresa, Superman e Batman.

## Aparições em quadrinhos
Schwartz apareceu como ele mesmo em vários quadrinhos:
- The Flash # 179 (maio de 1968)

Na história "Flash - Fact Or Fiction" (reimpressa em The Greatest Flash Stories Ever Told), o Flash encontra-se no " Earth Prime " (a verdadeira Terra em que vivemos). Ele contata "o único homem na Terra que pode acreditar em sua história fantástica e dar-lhe o dinheiro de que precisa. O editor daquela revista em quadrinhos em Flash !" Schwartz ajuda o Flash a construir uma esteira cósmica para que ele possa voltar para casa.
- Justice League of America # 123 (outubro de 1975) e # 124 (novembro de 1975)

Em "Where On Earth I Am I?" e "Fantasmas Vingativos da Sociedade da Justiça", Schwartz incumbe os escritores Cary Bates e Elliot S. Maggin de inventar um novo enredo para a história em quadrinhos da Liga da Justiça da América. Usando a esteira cósmica deixada para trás pelo Flash no Flash # 179, Bates e Maggin são transportados para a Terra-Dois e a Terra-Um, respectivamente, deixando Schwartz para cobrir sua ausência quando o Editor da DC Carmine Infantino entra em seu escritório.
- Superman # 411 (1985)

Como um presente de 70º aniversário, a equipe da DC Comics fez Superman # 411 como uma homenagem surpresa a Schwartz, que estava envolvido na criação do que ele pensava ser # 411. A capa mostra Schwartz em seu escritório sendo surpreendido por colegas de trabalho da vida real pouco antes de Superman voar pela janela com um bolo de aniversário.  A história mostra Schwartz interpretando a si mesmo como um personagem deprimido com uma versão modificada de sua história real.
- Action Comics # 583 (setembro de 1986)

A capa da segunda parte da história de universo alternativo em duas partes " O que aconteceu com o homem do amanhã? ", Escrita por Alan Moore e iniciada no Superman # 423 do mesmo mês, mostra Superman fugindo de vários funcionários da DC Comics, incluindo Schwartz.
- Superman e Batman: World Funnest (2000)

Durante a agitação de Mister Mxyzptlk e Bat-Mite em inúmeras realidades do Universo DC, eles encontram a Terra "real" e Julie Schwartz trabalhando nos escritórios de DC.
- DC Comics Presents (2004)

Após a morte de Schwartz, a DC Comics lançou uma série de oito especiais de uma única vez. Cada edição apresentava duas histórias baseadas em uma capa clássica da DC de meados dos anos 1950 e 1960, Silver Age of Comic Books, refletindo a prática frequente de Schwartz de encomendar um conceito de capa e, em seguida, dizer aos escritores para criar uma história sobre essa capa. Schwartz ou um doppelganger apareceu em todas as oito edições, cumprindo várias funções.
- Schwartz apareceu como um personagem nos títulos Ambush Bug de Keith Giffen, que Schwartz editou.
- Schwartz fez inúmeras aparições nas histórias de Adam Strange como o pai de Alanna, Sardath. Julie estava orgulhosa de ser reconhecida como a cientista-chefe do planeta e "a melhor mente de Rann". Foi a partir das histórias de Adam Strange que ele ergueu o título de auto-bio para si mesmo como o "Homem dos Dois Mundos".

## Obras
Como editor, a menos que indicado:

### DC Comics
- Action Comics #419–583 (1972–1986)
- The Adventures of Rex the Wonder Dog #1–46 (1952–1959)
- All-American Comics #58–87, 100–102 (1944–1948)
- All-American Western #103–126 (1948–1952)
- All-Flash #15–32 (1944–1948)
- All Star Comics #36, 39–43, 52, 57 (1947–1951)
- All-Star Western #58–119 (1951–1961)
- Ambush Bug #1–4 (1985)
- The Atom #1–38 (1962–1968)
- The Atom & Hawkman #39–45 (1968–1969)
- Batman #164–309 (1964–1979)
- Batman Family #1–16 (1975–1978)
- Blue Beetle #1–4 (1986)
- The Brave and the Bold #28–30, 34–36, 42–49, 61–62 (1960–1965)
- Captain Action #3–5 (1969)
- Comic Cavalcade #7–29 (1944–1948)
- The Daring New Adventures of Supergirl #1–13 (1982–1983)
- DC Comics Presents #1–97, Annual #1–4 (1978–1986)
- DC Science Fiction Graphic Novel #1–7 (1985–1987)
- DC Special Series #5 (Superman), #15 (Batman) (1977, 1978)
- Detective Comics #327–436, 444–482 (1964–1973, 1974–1979)
- The Flash #105–269 (1959–1979)
- Flash Comics #54–104 (1944–1949)
- From Beyond the Unknown #1–25 (1969–1973)
- Green Lantern #12–14, 16–20, 22, 24–38 (1944–1949)
- Green Lantern (vol. 2) #1–89, 93–103 (1960–1972, 1977–1978)
- Hawkman #1–21 (1964–1967)
- Hopalong Cassidy #86–135 (1954–1959)
- The Joker #1–9 (1975–1976)
- Justice League of America #1–165 (1960–1979)
- Krypton Chronicles #1–3 (1981)
- Mystery in Space #1–91 (1951–1964)
- The New Adventures of Superboy #1–54 (1980–1984)
- Sensation Comics #30–48, 81, 101–102, 104, 106–116 (1944–1953)
- Shazam! #1–26 (1973–1976)
- Showcase #4, 8, 13–14, 17–19, 22–24, 34–36, 55–56, 60–61, 64 (1956–1966)
- Son of Ambush Bug #1–6 (1986)
- Spectre #1–8 (1967–1969)
- Strange Adventures #1–163, 217–244 (1950–1964, 1969–1973)
- Strange Sports Stories #1–6 (1973–1974)
- Super Friends #17–47 (1979–1981)
- Supergirl (vol. 2) #14–23 (1983–1984)
- Superman #233–423, Annual #9–12, Special #1–3 (1971–1986)
- The Superman Family #164–180, 195–222 (1974–1976, 1979–1982)
- Superman: The Secret Years #1–4 (1985)
- Teen Titans #45–50 (1976–1977)
- Weird War Tales #109–124 (1982–1983)
- Western Comics #43–85 (1954–1961)
- Wonder Woman #9, 12–16, 33–41, 43–50, 212–227 (1944–1951, 1974–1977)
- World's Finest Comics #198–205, 207–214, 256, 259–261 (1970–1972, 1979–1980)

### DC Comics and Marvel Comics
- Superman vs. The Amazing Spider-Man (1976) (como editor consultor)